# Liceo Naval Militar Almirante Storni
El Liceo Naval Militar «Almirante Storni» (LNAS) es un instituto de educación militar de la Armada Argentina creado el 16 de diciembre de 1974 con sede en Posadas y bajo la dependencia orgánica de la Dirección General de Educación de la Armada.

## Reseña
Creado en 1974. En un convenio de 1976, la Armada Argentina se comprometió a dirigir las actividades del liceo, mientras que el Gobierno de Misiones se encargaría del mantenimiento del edificio. El liceo inició las clases en 1977.
El nombre de la casa de estudios homenajea al vicealmirante argentino Segundo Rosa Storni (1876-1954), quien fue ministro de Relaciones Exteriores de la Argentina en 1943.